# Hagenbach (Francia)
Hagenbach è un comune francese di 724 abitanti situato nel dipartimento dell'Alto Reno nella regione del Grand Est.

## Società

### Evoluzione demografica
Abitanti censiti